# Kristi Richards
Kristi Richards (* 27. Oktober 1981 in Penticton, British Columbia) ist eine kanadische Freestyle-Skierin. Sie ist auf Moguls und Dual Moguls (Buckelpiste) spezialisiert. 2007 wurde sie Weltmeisterin.

## Biografie
Richards debütierte am 26. Januar 2002 beim Weltcuprennen in Whistler, wo sie den neunten Platz erreichte. In der darauf folgenden Saison 2002/03 platzierte sie sich sieben Mal unter den besten zehn und verpasste eine Podestplatzierung mehrmals nur knapp. Bei der Weltmeisterschaft 2003 in Deer Valley kam sie auf den achten Platz. Verletzungsbedingt musste sie die gesamte Saison 2003/04 ausfallen lassen und in der Saison 2004/05 kam sie nicht über einen neunten Platz hinaus. Am 18. Dezember 2005 stand sie als Zweite in Oberstdorf erstmals auf dem Podest. Es folgten drei weitere Top-10-Ergebnisse, darunter der siebte Platz bei den Olympischen Winterspielen 2006. Ende der Saison 2005/06 gewann sie ihren ersten kanadischen Meistertitel.
Am 13. Januar 2007 konnte Richards erstmals eine Weltcupveranstaltung für sich entscheiden, das Dual-Moguls-Rennen in Deer Valley. Im Verlaufe der Saison 2006/07 kamen zwei weitere Podestplätze hinzu. In Madonna di Campiglio gewann sie bei der Weltmeisterschaft 2007 die Moguls-Goldmedaille, wobei sie sich unter anderem gegen Olympiasiegerin Jennifer Heil durchsetzen konnte. In der Weltcupsaison 2007/08 stand sie drei Mal auf dem Podest, während ihr dies in der Saison 2008/09 nicht gelang. Bei der Weltmeisterschaft 2009 in Inawashiro kam sie auf Platz 5 in der Disziplin Moguls. Zu Beginn der Saison 2009/10 gelang Richards der zweite Weltcupsieg.
Die Weltcupsaison 2010/11 begann Richards mit drei dritten Plätzen. Ebenfalls Dritte wurde sie bei der Weltmeisterschaft 2011 in Deer Valley im Moguls-Wettbewerb.

## Erfolge

### Olympische Spiele
- Turin 2006: 7. Moguls
- Vancouver 2010: 20. Moguls

### Weltmeisterschaften
- Deer Valley 2003: 8. Moguls
- Madonna di Campiglio 2007: 1. Moguls, 4. Dual Moguls
- Inawashiro 2009: 5. Moguls
- Deer Valley 2011: 3. Moguls, 6. Dual Moguls

### Weltcupwertungen
- Saison 2003/04: 8. Moguls-Weltcup
- Saison 2006/07: 4. Moguls-Weltcup, 4. Dual-Moguls-Weltcup
- Saison 2008/09: 4. Moguls-Weltcup
- Saison 2009/10: 6. Moguls-Weltcup
- Saison 2010/11: 6. Moguls-Weltcup

### Weltcupsiege
Richards errang bis jetzt 12 Podestplätze, davon 2 Siege:
| Datum             | Ort         | Land     | Disziplin   |
| ----------------- | ----------- | -------- | ----------- |
| 13. Januar 2007   | Deer Valley | USA      | Dual Moguls |
| 11. Dezember 2009 | Suomu       | Finnland | Moguls      |

## Weitere Erfolge
- Kanadische Meisterin Dual Moguls 2006
- 2 Siege im Nor-Am-Cup
- 2 Podestplätze im Europacup